# Montbrun-Lauragais
Montbrun-Lauragais es una pequeña localidad y comuna francesa situada en el departamento de Alto Garona y la región de Mediodía-Pirineos, en el Lauragais.

## Demografía
| 405 | 426 | 401 | 402 | 423 | 435 | 400 | 379 | 371 | 381 | 379 | 339 | 340 | 352 | 348 | 370 | 331 | 313 | 308 | 308 | 272 | 271 | 257 | 262 | 238 | 259 | 201 | 190 | 201 | 253 | 360 | 485 | 545 |
| Para los censos de 1962 a 1999 la población legal corresponde a la población sin duplicidades (Fuente: INSEE [Consultar]) |     |     |     |     |     |     |     |     |     |     |     |     |     |     |     |     |     |     |     |     |     |     |     |     |     |     |     |     |     |     |     |     |